# آیانکور
آیانکور (به فرانسوی: Ayencourt) یک کمون در فرانسه است که در canton of Montdidier واقع شده‌است. آیانکور ۴٫۶۷ کیلومتر مربع مساحت دارد ۶۷ متر بالاتر از سطح دریا واقع شده‌است.